# Соповская
 Соповская  — деревня в Подосиновском районе Кировской области. Входит в состав Подосиновского городского поселения. 

## География
Расположена на расстоянии примерно 2 км на юг-юго-восток по прямой от центра района поселка Подосиновец на правом берегу реки Пушма.

## История
Известна с 1727 года. Упоминалась с 1891 и 1939 годах. В 1989 проживало 3 жителя . 

## Население
Постоянное население составляло 8 человек (русские 100%) в 2002 году, 4 в 2010.